# 지어반
지어반은 대한민국의 남성 듀오 그룹이다. 2014년 싱글 [Feel So Good]으로 데뷔했다.

## 멤버

### 홍혁수
- 1992년 3월 24일 대전 출생
- 한양대학교 실용음악학과 졸업
- 보이스 코리아 (시즌 1) (2012) - Top16

### 라경원
- 1992년 7월 7일 광주 출생
- 한양대학교 실용음악학과 졸업
- 스타 오디션 위대한 탄생 3 (2012) - Top8